# 酪酸エチル
酪酸エチル（らくさんエチル英: ethyl butyrate）は、酪酸エステルの一種。拡散性のあるバナナ・パイナップルのような果実香を持ち、食品香料などに用いられる。

## 用途
主に食品香料として果物・バター・チーズ・キャラメル・ナッツ・洋酒のフレーバーに、28~1400ppmほど使用されるほか、セルロース・ラッカー・合成樹脂の溶媒としても使用される。調合香料として使用されることはまれであるが、悪臭のマスキングには有効である。

## 安全性
日本の消防法では危険物第4類・第2石油類に分類される。動物実験での半数致死量（LD50）はラットへの経口投与で13g/kg、ウサギへの経皮投与で2g/kg以上。